# Zawada (Wodzisław Śląski)
Zawada (1931–54 Zawada Rybnicka) – część miasta i dzielnica jednostka pomocnicza gminy (dzielnica) Wodzisławia Śląskiego.
Dzielnica położona jest przy drodze wojewódzkie nr 936. W dzielnicy dominuje budownictwo jednorodzinne. Na jej terenie znajdują się m.in. Zakłady Wód Mineralnych „Zawadzianka”, piekarnia, kościół Podwyższenia Krzyża Świętego. Położona w granicach miasta Wodzisławia Śląskiego. Leży w tej części powiatu wodzisławskiego, którego powierzchnia wykazuje dużą różnorodność rzeźby. Obszar Zawady odwadniają 3 strugi, z których jedna przychodzi od strony Kokoszyc, druga od strony Pszowskich Dołów, a trzecia wstępuje na obszar Zawady od południa, od Syrynki. Wszystkie zaś razem łączą się w okolicy dawnego młyna zawadzkiego tworząc strumień pod nazwą Syrynka.
Pod względem formacji geologicznej pod Zawadą zalegają pokłady karbonu, węgla kamiennego, których eksploatację prowadzi kopalnia „Rydułtowy – Anna” w Pszowie. W skład tej dzielnicy wchodzą: dawna miejscowość Zawada i jej przysiółki (kolonie): Wypandów, Zawadzkie Kąty, „Szybik” i „Podlas”.

## Rys historyczny dzielnicy Zawada

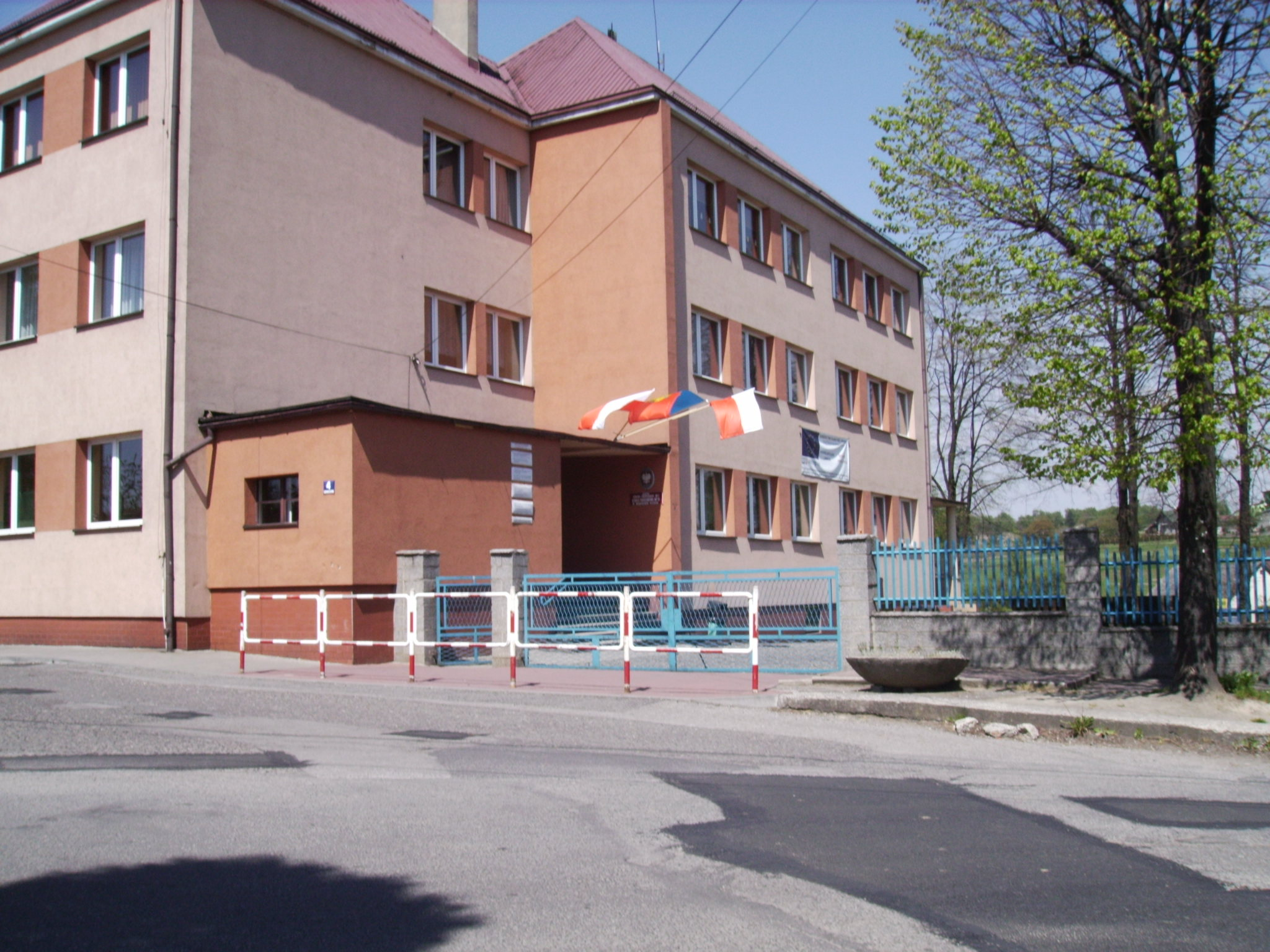
Zespół Szkolno-Przedszkolny nr 1 Szkoła Podstawowa nr 16 im. Adama Dzika

Pierwsze wzmianki o wsi pochodzą z XIII wieku. W tym okresie Zawada była częścią dóbr rycerskich Pszów, a ludność Zawady pracowała na folwarku w Pszowie. Pszowskie dominium posiadało w Zawadzie ponad 500 mórg dobrych łąk, role, stawy, lasy. Dominialny charakter wsi wynika z tabel, jakie spisała cesarska komisja szacunkowa dnia 23 maja 1723 r. (tzw. „Bekentnis – Tabellen”). Hr. Wengiersky utrzymywał, że w Zawada nie posiada nic poza 4 gospodarstwami chłopskimi. Były to gospodarstwa: tzw. Deutschmanowiec, Furgutowiec, Halfarowiec i Dawidowiec. Do końca XIX wieku była wsią rolniczą. Dopiero po odkryciu węgla kamiennego zaczęło przybywać warstwy robotniczej. W 1806 r. w Zawadzie odkryto źródła siarczane. W 1884 r. w Zawada miała 240 mieszkańców, w 1936 r. – 1190 mieszkańców. Ludność wsi brała masowy udział w powstaniach śląskich. W plebiscycie mieszkańcy opowiedzieli się za przynależnością do Polski. Zawada miała nauczyciela, którym jako pierwszy był Polak, Jan Gomolla. Był prawą ręką naczelnika gminy, a także rozpatrywał drobne sprawy karne. W 1922 r. pobliskie ziemie wraz z Zawadą wcielono do Polski.

### Kalendarium
- 1806 – w Zawadzie odkryto źródła siarczane
- 1922 – przyłączenie gminy Zawada do Polski
- 1931, 11 sierpnia – zmieniono nazwę gminy Zawada na Zawada-Rybnicka[4].
- 1945 – zniesienie samodzielnej gminy Zawada i wcielenie miejscowości wraz z Kokoszycami i Krzyżkowicami do gminy wiejskiej Pszów
- 1947 – rozpoczęcie budowy kościoła w Zawadzie
- 1948 – poświęcenie kościoła przez biskupa katowickiego Stanisława Adamskiego (12 grudnia)
- 1953 – utworzenie w Zawadzie kuracji (parafii tymczasowej)
- 1954 – przywrócenie jednoczłonowej nazwy „Zawada”, włączenie miejscowości do nowo utworzonego powiatu wodzisławskiego
- 1954 – włączenie Zawady do nowo utworzonej gromady wiejskiej Kokoszyce; gmina Pszów uzyskuje status miasta
- 1957 – powstanie samodzielnej parafii pw. Podwyższenia Krzyża Św. w Zawadzie (28 maja)
- 1973 – Zawada wraz z Kokoszycami zostaje włączona do miasta Pszowa[5]
- 1975 – Zawada wraz z Pszowem zostaje wcielona do Wodzisławia Śląskiego
- 1988 – utworzenie w Zawadzie samorządu mieszkańców w postaci tzw. samorządu osiedla
- 1990 – samorząd mieszkańców osiedla Zawada wygasa z mocy ustawy
- 1994 – po referendum Zawada opowiada się za pozostaniem w Wodzisławiu Śl.
- 1996 – oficjalne utworzenie dzielnicy Zawada jako jednostki pomocniczej miasta Wodzisław Śląski
- 2007 – obchody 50-lecia powstania parafii w Zawadzie
- 2007 – dzielnica Zawada oficjalnym gospodarzem jubileuszowych dożynek powiatowo – miejskich (23 września)
- 2008 – jubileusz 60-lecia poświęcenia kościoła w Zawadzie

## Parafia Podwyższenia Krzyża Świętego w Wodzisławiu Śl. – Zawadzie

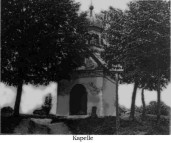
Zabytkowa Kapliczka przy ulicy Paderewskiego z 1905 r

Miejscowa ludność przynależała do parafii w Pszowie. Kaplica w Zawadzie stała już w początkach XVIII wieku. 12 grudnia 1948 poświęcenia kościoła dokonał biskup katowicki Stanisław Adamski. Zbudowany jest w stylu barokowym, na wzgórzu. Do bramy głównej prowadzą od strony ul. Paderewskiego schody o 22 stopniach.

## Ochotnicza Straż Pożarna

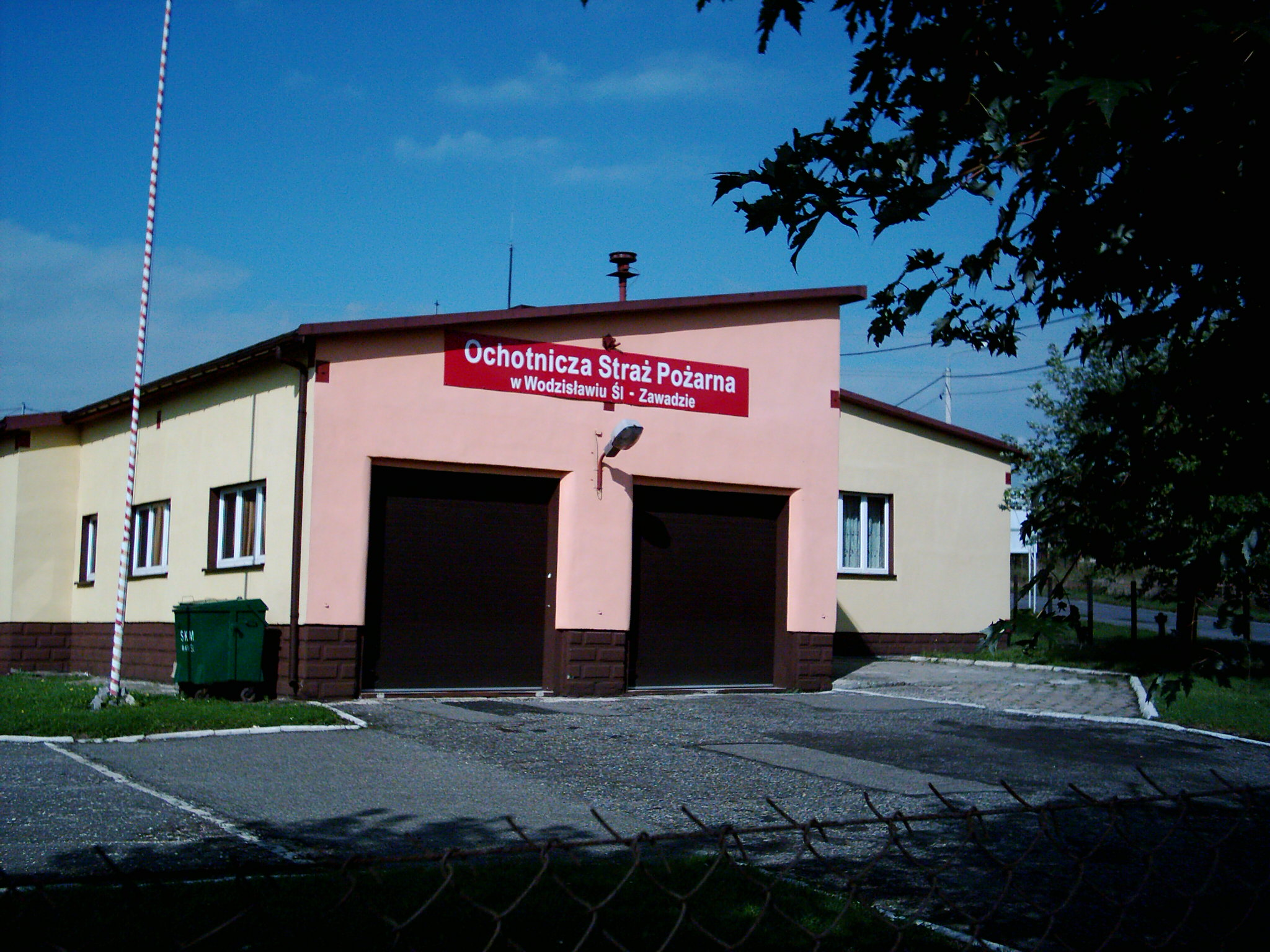
Budynek OSP Zawada w Wodzisławiu Śląskim

Do momentu powstania OSP Zawada nic nie wiadomo o wcześniejszych organizacjach formalnych lub nieformalnych zajmujących się ochroną p-pożarową. OSP Pszów i OSP Rogów istniały znacznie wcześniej niż OSP Zawada więc najprawdopodobniej służyły one pomocą wiosce Zawada.
W latach 1930–1931 naczelnik Józef Thomas organizował każdego roku przymusowe szkolenia przeciwpożarowe, ćwiczenia prowadzili strażacy z OSP Pszów, którzy w tym czasie mieli już ponad dwudziestoletnie doświadczenie w gaszeniu pożarów. Takie szkolenia odbywały się w wielu gminach na terenie Śląska. Thomas otrzymał polecenie służbowe od naczelnika Urzędu Okręgowego aby powołał w Zawadzie straż ogniową, jednostkę powołano do istnienia w 1933 roku. Pierwszym komendantem był Józef Bugla, pełnił on również inne funkcje do czasu wyboru pełnego zarządu. W 1934 roku nowy naczelnik gminny Józef Langer zwołał zebranie wyborcze, na którym wybrano zarząd zawadzkiej straży.
W marcu 2006 roku został powołany zarząd w składzie: prezes Jan Czyżak, wiceprezes Henryk Maks, naczelnik Janusz Rassek, zastępca naczelnika Henryk Rassek, skarbnik Tadeusz Daiczmanek, sekretarz Artur Pytlik, gospodarz Czesław Kurzydym, kronikarz Fryderyk Kamczyk, członek Zarządu Krzysztof Gorzolnik.
OSP Zawada należy do Krajowego Systemu Ratowniczo – Gaśniczego. Istnieje również żeńska drużyna pożarnicza.
Samochodem będącym na wyposażeniu OSP jest Star GBA oraz MAN TGL-240.

## Komunikacja
Przez Zawadę przebiega droga wojewódzka nr 936, jest to jedyna droga jaka łączy tę dzielnicę ze śródmieściem.

### Kolej
W granicach administracyjnych dzielnicy Zawada nie ma żadnego przystanku osobowego. Przez dzielnicę przebiega linia 192 (towarowa) KWK Anna – Syrynia

## Ulice

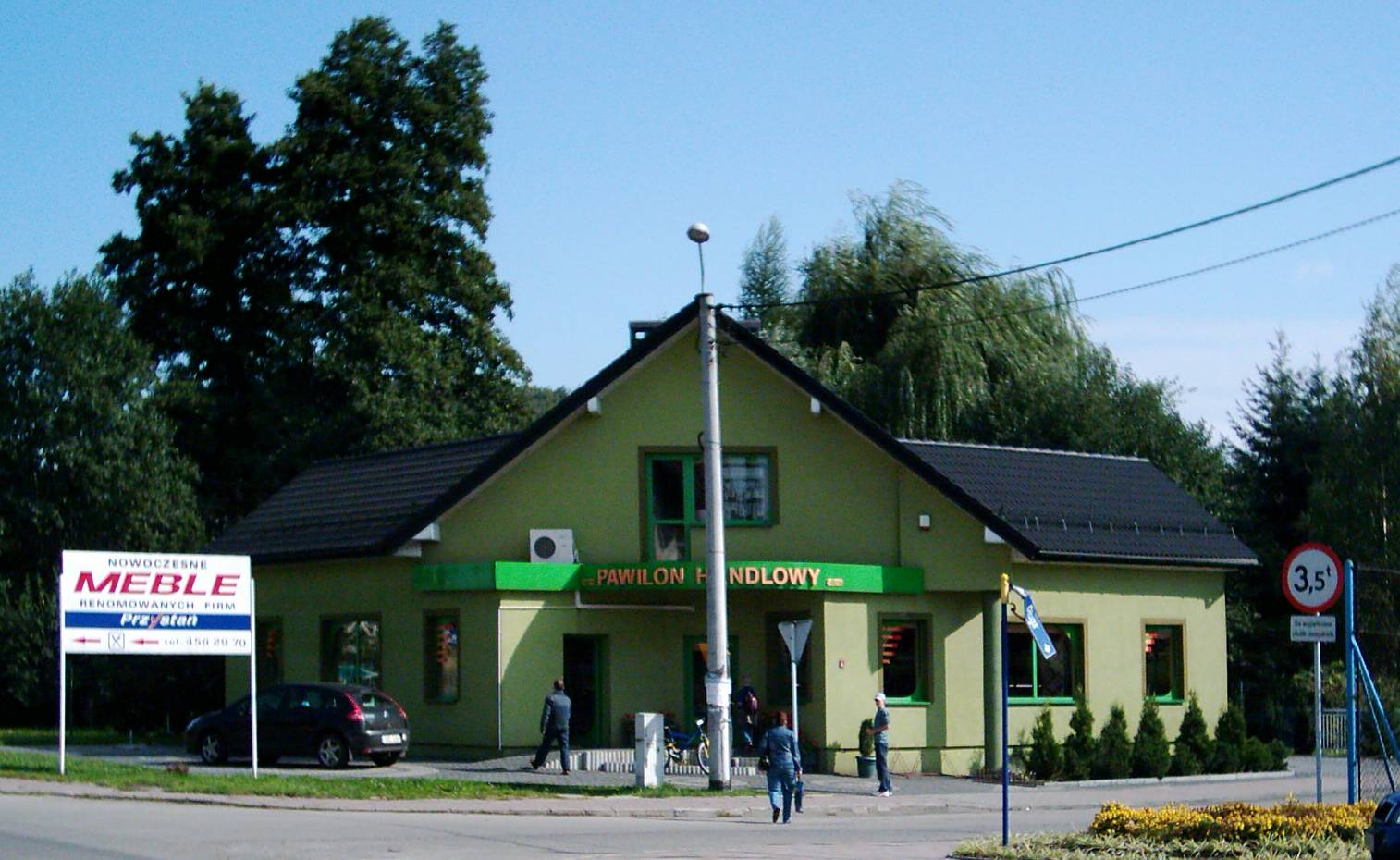
Pawilon Handlowy w Zawadzie

- Chełmońskiego
- Długa
- Działkowców
- Adama Dzika
- Hoża
- Kąty
- Kołłątaja
- Konwaliowa
- Makowa
- Młodzieżowa
- Oraczy
- Paderewskiego
- Plater
- Rolnicza
- Siarkowa
- Szybowa